# Correttezza (logica matematica)
In logica matematica, la correttezza o validità (in inglese soundness) è una proprietà fondamentale delle regole logiche e dei calcoli logici.
Una regola logica (o regola di inferenza o regola di derivazione) è corretta se la conclusione è conseguenza logica delle (ossia, segue necessariamente dalle) premesse: se sono vere tutte le premesse allora è necessariamente vera la conclusione (o equivalentemente, non è possibile che le premesse siano tutte vere e la conclusione falsa). Ciò significa che, lette dall'alto verso il basso (dalle premesse alla conclusione), le regole logiche corrette preservano la verità, o equivalentemente, lette dal basso verso l'alto (dalla conclusione alle premesse) le regole logiche corrette preservano la falsità (se la conclusione è falsa, allora è necessariamente falsa almeno una delle premesse).
Un calcolo logico (ad esempio il calcolo dei sequenti o la deduzione naturale) è corretto in senso debole se ogni formula A derivabile in esso è valida, ossia se ogni formula A dimostrabile applicando un numero finito di volte le regole di derivazione del calcolo logico è vera per ogni  modello. Un calcolo logico è corretto in senso forte se ogni formula A derivabile in esso a partire da un insieme di formule chiuse X (che fungono da assiomi di una teoria) è conseguenza logica di X. È evidente che la correttezza forte implica la correttezza debole: basta prendere per X un insieme vuoto di formule.
La correttezza è (assieme alla completezza semantica) un requisito essenziale di ogni calcolo logico, pertanto ciascuno di questi presenta un teorema di correttezza (debole o forte) che esprime appunto il fatto che tale calcolo logico è corretto (in senso debole o forte). Il teorema di correttezza debole (risp. forte) è il viceversa del teorema di completezza semantica debole (risp. forte).
Detto in modo intuitivo, un calcolo logico in quanto corretto è in grado di dimostrare solo le verità di una teoria, mentre in quanto completo (semanticamente) è in grado di dimostrare tutte le verità di una teoria.

## Teorema di correttezza
Il teorema di correttezza (o soundness theorem) afferma che, per ogni insieme {\displaystyle \Gamma } di formule ben formate (fbf), e per ogni fbf {\displaystyle \alpha }, se esiste una dimostrazione di {\displaystyle \alpha } il cui insieme di assunzioni "non scaricabili" è contenuto in {\displaystyle \Gamma }, allora {\displaystyle \alpha } è una conseguenza logica di {\displaystyle \Gamma }, in simboli {\displaystyle \Gamma \vdash \alpha \implies \Gamma \vDash \alpha }.

### Dimostrazione
Dalla definizione di {\displaystyle \Gamma \vdash \alpha }, è sufficiente provare che, per ogni derivazione {\displaystyle {\mathcal {D}}}, vale {\displaystyle \Gamma \vdash _{\mathcal {D}}\alpha \implies \Gamma \vDash \alpha }, dove {\displaystyle \Gamma \vdash _{\mathcal {D}}\alpha } significa che {\displaystyle {\mathcal {D}}} è una dimostrazione di {\displaystyle \alpha } da {\displaystyle \Gamma }. Si procederà per induzione sulle derivazioni {\displaystyle {\mathcal {D}}} di {\displaystyle \alpha } da {\displaystyle \Gamma }.
- {\displaystyle {\mathcal {D}}} è una derivazione atomica, cioè {\displaystyle \alpha } è una dimostrazione di {\displaystyle \alpha } da {\displaystyle \Gamma }. In altre parole, {\displaystyle \alpha \in \Gamma }. A fortiori, {\displaystyle \Gamma \vDash \alpha }.
- {\displaystyle {\mathcal {D}}} è una derivazione della forma {\displaystyle {\frac {\Gamma '\vdash _{{\mathcal {D}}_{1}}\gamma \;\;\;\;\;\;\;\Gamma ''\vdash _{{\mathcal {D}}_{2}}\delta }{\gamma \land \delta }}}, dove {\displaystyle \gamma \land \delta =:\alpha }. Siano {\displaystyle \Gamma '} e {\displaystyle \Gamma ''} le assunzioni utilizzate in {\displaystyle {\mathcal {D}}_{1}} e in {\displaystyle {\mathcal {D}}_{2}} rispettivamente. Allora {\displaystyle \Gamma '\cup \Gamma '\subseteq \Gamma }. Dal primo ramo della derivazione {\displaystyle {\mathcal {D}}}, si ha {\displaystyle \Gamma '\vdash _{{\mathcal {D}}_{1}}\alpha }, da cui, per ipotesi induttiva, segue {\displaystyle \Gamma '\vDash \gamma }. Allo stesso modo {\displaystyle \Gamma '\vDash \delta }. In conclusione, essendo {\displaystyle \Gamma '\cup \Gamma '\subseteq \Gamma }, segue {\displaystyle \Gamma \vDash \gamma } e {\displaystyle \Gamma \vDash \delta }, da cui {\displaystyle \Gamma \vDash \gamma \land \delta =\alpha }.
- {\displaystyle {\mathcal {D}}} è una derivazione della forma {\displaystyle {\frac {\Gamma ,[\neg \alpha ]\vdash _{\mathcal {D_{1}}}\bot }{\alpha }}}. Per ipotesi induttiva, segue {\displaystyle \Gamma ,\neg \alpha \vDash \bot }. In altre parole, per ogni valutazione {\displaystyle \nu }, si ha

{\displaystyle \nu (\Gamma \cup \{\neg \alpha \})=1\implies \nu (\bot )=1.}
Dal fatto che {\displaystyle \nu (\bot )=0}, segue che {\displaystyle \nu (\Gamma \cup \{\neg \alpha \})=0}, per ogni valutazione {\displaystyle \nu }. Questo significa che, ogni qual volta {\displaystyle \nu (\Gamma )=1}, si ha {\displaystyle \nu (\neg \alpha )=0}, cioè {\displaystyle \nu (\alpha )=1}. Quindi {\displaystyle \Gamma \vDash \alpha }.
- {\displaystyle {\mathcal {D}}} è una derivazione della forma {\displaystyle {\frac {\Gamma \vdash _{{\mathcal {D}}_{2}}\gamma \lor \delta \;\;\;\;\;\;\;\Gamma ,[\gamma ]\vdash _{{\mathcal {D}}_{2}}\alpha \;\;\;\;\;\;\;\Gamma ,[\delta ]\vdash _{{\mathcal {D}}_{3}}\alpha }{\alpha }}}. Per ipotesi induttiva, segue {\displaystyle \Gamma \vDash \gamma \lor \delta }. Similmente, si ottiene {\displaystyle \Gamma ,\gamma \vDash \alpha } e {\displaystyle \Gamma ,\delta \vDash \alpha }. Sia {\displaystyle \nu } una valutazione tale che {\displaystyle \nu (\Gamma )=1}. Allora {\displaystyle \nu (\gamma \lor \delta )=1}, ovvero {\displaystyle \nu (\gamma )=1} o {\displaystyle \nu (\delta )=1}. Se {\displaystyle \nu (\gamma )=1}, e dal fatto che {\displaystyle \Gamma ,\gamma \vDash \alpha }, segue {\displaystyle \nu (\alpha )=1}. Analogamente, se {\displaystyle \nu (\delta )=1}, e dal fatto che {\displaystyle \Gamma ,\delta \vDash \alpha }, segue {\displaystyle \nu (\alpha )=1}. In conclusione, {\displaystyle \Gamma \vDash \alpha }.

Gli altri casi seguono analogamente a quanto dimostrato finora.